# Mitsuru Yoshida
Mitsuru Yoshida (吉田 満, Yoshida Mitsuru), né le 6 janvier 1923 et mort le 17 septembre 1979, est un auteur japonais et officier de marine né à Tokyo.

## Biographie
Mitsuru Yoshida est le plus ancien officier survivant du cuirassé Yamato lorsque celui-ci est coulé le 7 avril 1945 durant l'Opération Ten-Gō, tentative de soutien aux défenseurs d'Okinawa.
Son ouvrage le plus connu est Les Derniers jours du cuirassé Yamato (戦艦大和ノ最期, Senkan Yamato-no Saigo), basé sur son expérience personnelle en tant qu'officier subalterne lors de la dernière sortie du Yamato. Le récit est adapté au cinéma avec le film Le Cuirassé Yamato (戦艦大和, Senkan Yamato), produit par la  Shintōhō et réalisé par Yutaka Abe en 1953. Un autre film sur le même sujet, Les Hommes du Yamato, est réalisé en 2005.